# Kohatu (Märjamaa)
Kohatu est un village de la commune de Märjamaa du comté de Rapla en Estonie.